# クレズマー
クレズマー（כליזמר、Klezmer）は、東欧系ユダヤ（イディッシュ）、アシュケナジムの民謡をルーツに持つ音楽ジャンルのひとつ。有名な曲に「ドナドナ」や映画『シンドラーのリスト』（スティーヴン・スピルバーグ監督）の音楽などがある。

## 概要

### 語源
イディッシュ語で「クレズメル」、英語「クレズマー」、ドイツ語では「クレッツマー」といったカタカナの読みに近い。最近はクレズマーと呼ぶ人が増えてきているもののクレッツマーと呼ぶ人も少なくない。語源はヘブライ語の「道具」（クレ）と「歌」（ゼメル）の合成語「クレ・ゼメル」（ユダヤの歌の道具、すなわち楽器、転じてミュージシャンも指す）に由来するといわれている。

### 起源と継承
起源はバルカン半島北部を含む東欧とドイツである。スピーディーで激しいダンス音楽から、ゆったりしたテンポのバラードまでさまざまなスタイルがある。おおむねクラリネットとヴァイオリンが加わっているのが特徴となっている（音階は参照）。
ルーツとなった東欧やバルカン半島北部では16世紀ごろに生まれ、19世紀ごろよりアップ・ビート（テンポの速い）音楽スタイルとして確立。ヨーロッパでは現在に到るまで、ロマの音楽（いわゆるジプシーの音楽）として存在し、はっきりと区分けすることは不可能なうえ、同様な演奏スタイルのグループやバンドはフランスやスペインにも、さらにはイスラエルにも存在する。
米国では、19世紀後半からの東欧系ユダヤ人の移民と、第二次世界大戦前後に東欧やドイツを逃れたユダヤ人らが、婚礼などの儀式を通して継承、1920年代にはユダヤ系米国人の間でポピュラーな音楽となった（第一次ブーム）。
この系統の作品として『屋根の上のバイオリン弾き』（Fiddler on the Roof、1971年作品）が有名である。そして1970年代の末、米国で若いミュージシャンの間に、ユダヤ人としてのルーツを見直す動きが起こった（リバイバルによる第二次ブーム）。

### 現代のクレズマー
クレズマー・バンドのクレズマティックス（The Klezmatics）が1986年にデビューしたのをきっかけとして、再びリバイバルのブームが起こったのは1990年半ばごろの米国東部。ジャズやパンク・ロックに取り入れられたり、ドキュメンタリー映画『キングス・オブ・クレズマー』が発表されるなど、さまざまな動きが起こり、新しい音楽として再発見された。以後はニューヨーク、米国東部を中心とするニュー・ウェイヴによって、前衛音楽やジャズなどにクレズマーは影響を及ぼした。ジョン・ゾーンのユニット「マサダ」はその代表格である。ニューヨークから発信されたクレズマーのスタイルは、いまやヨーロッパやイスラエルに元々存在していたクレズマー・バンドに環流、さらにオランダ、フィンランドといった北欧、オーストラリアなど世界中に広がりつつある。

### 日本におけるクレズマー
日本ではこれらの動きに追随する形で、梅津和時、篠田昌已などの前衛ジャズ・ミュージシャン、あるいは歌手の巻上公一が盛んに取り入れ、また『屋根の上のバイオリン弾き』の大ヒットとロングランの実績による下地もあって、クレズマーのスタイルは日本にも広まり、新たな音楽を生みだすジャンルのひとつとなった。
2015年には、ニューヨークに現存するイディッシュ演劇専用劇場の100周年記念祭に、クラリネット奏者の大熊ワタルと、ロックチンドン奏者で歌手のこぐれみわぞうによるユニット、ジンタらムータが招聘され、以降、海外公演を重ねる。

## 関連映画
- ノーマン・ジュイソン監督『屋根の上のバイオリン弾き』 - Fiddler on the Roof ※米国作品、1971年
- シュテファン・シュヴィーテルト（Stefan Schwietert）監督『キングス・オブ・クレズマー』[1] - A Tickle in the Heart[2] ※ドイツ・スイス作品、1996年

## 主な国内作品のCD
- 1996年8月21日[3] ベツニ・ナンモ・クレズマー『アヒル』
- 1996年11月21日[4] ベツニ・ナンモ・クレズマー『ワルツ』
- 2018年8月 フランク・ロンドン＆ジンタらムータ『ライヴ・イン・ジャパン2017』